# Rebimboca da parafuseta
Rebimboca da parafuseta é uma expressão corrente em certas regiões do Brasil para designar uma peça, real ou fictícia, cujo nome ou função não são conhecidos, do motor de um automóvel ou de qualquer outra máquina. Alternativamente, para a mesma função usam-se nomes de outras peças fantasiosas, como a mola da grampola ou a arruela da grapeta ou ainda a rosqueta da parafuseta.
Geralmente a expressão é utilizada em tom de brincadeira por pessoas sem conhecimento técnico para descrever um problema em equipamentos mecânicos. Denota um certo desinteresse em descobrir a real função de uma determinada peça ou seu nome correto:
"Puxa vida, o problema era sério. Será preciso trocar... sei lá... a rebimboca da parafuseta e vai custar um dinheirão". Ou: "Quando alguém entra em um avião nunca pensa se a rebimboca da parafuseta está atarraxada, pois confia que para isto existam profissionais altamente..."
Apesar de ser uma expressão muito utilizada, nunca existiu nenhuma peça de nenhum carro, ou avião, ou outro veículo ou máquina chamada rebimboca da parafuseta.
A expressão surgiu no início da década de 1970, no seriado de TV infanto-juvenil da TV Globo, Shazan, Xerife & Cia., interpretado pelos atores Paulo José (Shazan) e Flávio Migliaccio (Xerife), respectivamente, dois mecânicos inventores de um estranho veículo: a Camicleta.  A rebimboca da parafuseta era um componente desse veículo fantástico. Posteriormente, a ideia foi reaproveitada em um filme comercial para TV que anunciava o fascículo  "Oficinas e mecânicos: como escolher?", o nº 7 da série Shell responde. O filme mostrava o diálogo, dentro de uma oficina, entre um mecânico (com ar de malandro) e a cliente (uma jovem com ar desesperado). Quando a moça perguntava qual era afinal o problema do seu carro, o mecânico respondia, com ar grave (isto é, vai custar caro): "O pobrema (sic) tá na rebimboca da parafuseta..." E depois, fazia uma careta para a câmera.